# Gestion de l'infrastructure d'un centre de données
 (août 2015).
Si vous disposez d'ouvrages ou d'articles de référence ou si vous connaissez des sites web de qualité traitant du thème abordé ici, merci de compléter l'article en donnant les références utiles à sa vérifiabilité et en les liant à la section « Notes et références ».
Pour les articles homonymes, voir DCIM (homonymie).
La gestion de l'infrastructure d'un centre de données (anglais : Data Center Infrastructure Management, DCIM) est réalisée au moyen d'un ensemble d'outils, de procédures et de méthodes.
Dans le langage courant, l'acronyme DCIM est utilisé principalement pour désigner le système informatique de supervision de ces infrastructures. C'est alors un sous-ensemble de la gestion technique de bâtiment (GTB) adapté aux spécificités des centres de données.

## Objectif
L'objectif du DCIM est de permettre à l'exploitant du centre de données de s'assurer en temps réel du bon fonctionnement de l'ensemble des équipements du centre de données.
Il permet ainsi d'anticiper les défaillances afin d'intervenir avant une panne.
Les équipements supervisés par le DCIM varient suivant les éditeurs du logiciel, mais regroupent pour la plupart les systèmes et équipements d'alimentation électrique, de climatisation, de réseaux de télécommunications, de gestion d'accès au centre de données. Le DCIM peut, dans certains cas, donner des informations relatives aux équipements informatiques.
Les logiciels DCIM open source ou code source ouvert existent, leur utilisation est assez courante au sein de petites infrastructures, les fonctionnalités sont très souvent bridées ou limitées, notons aussi que les mises à jour de ces outils sont très rares.

## Architecture
Un DCIM est constitué :
- de capteurs et d'automates installés sur les équipements à superviser, afin de faire remonter les mesures et informations de fonctionnement ;
- d'un ou de plusieurs serveurs au sein du centre de données centralisant et traitant l'ensemble des informations collectées par les capteurs et les automates ;
- d'un logiciel de visualisation des indicateurs, en SaaS ou installé sur le poste informatique de la personne chargée de la supervision du centre de données.

## Rôles
Le suivi des indicateurs remontés par le DCIM est bien souvent assuré par un centre d'opérations du réseau (en anglais, Network Operations Center ou NOC).
En cas d'anomalie remontée par le DCIM, le centre d'opérations du réseau a la charge de contacter et guider l'équipe technique habilitée.
Les gestionnaires de centres de données de taille moyenne ou grande font fréquemment appel à des intégrateurs spécialisés en DCIM (Data Center Infrastructure Management) pour le déploiement, la gestion et la maintenance de ces solutions logicielles, en raison de leur complexité croissante et de l’apparition régulière de nouvelles fonctionnalités.

## Gestion de la capacité d’un centre de données

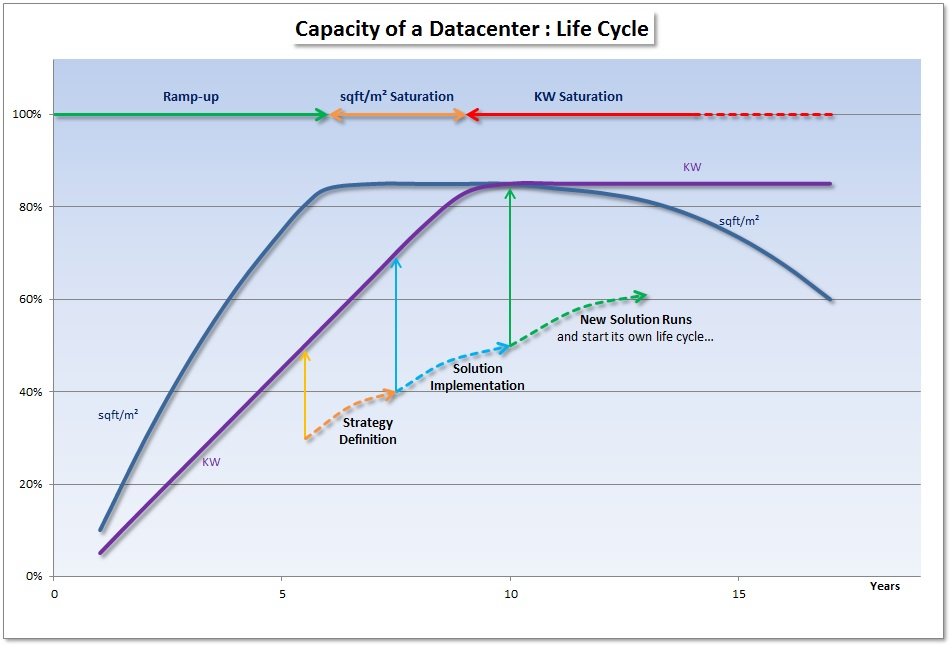
Le cycle de vie d'un centre de données.

Le DCIM est la clé de la gestion de la capacité du centre de données. En effet, la capacité d’utilisation d’un centre de données peut être limitée par plusieurs paramètres. Sur le long terme, les principales limites que rencontreront les exploitants seront la surface utilisable, puis la puissance disponible.
Dans la première phase de son cycle de vie un centre de données verra une croissance plus rapide de sa surface occupée que de l’énergie consommée.
Avec la densification constante des nouvelles technologies des matériels informatiques, le besoin en énergie va devenir prépondérant, équilibrant puis dépassant le besoin en superficie (deuxième puis troisième phase du cycle).
Le développement et la multiplicité des appareils connectés, des besoins en stockage et traitements des données font que les besoins de centres de données croissent de plus en plus rapidement. Il est donc important de définir une stratégie centre de données avant d’être « dos au mur ». Le cycle de décision, conception, construction est de plusieurs années. Il est donc important d’initier cette réflexion stratégique lorsque le centre de données atteint 50 % de son énergie consommée.
Le maximum d’occupation d’un centre de données doit se stabiliser autour des 85 % tant en énergie qu’en superficie occupée. En effet, les ressources ainsi ménagées serviront d’espace de manœuvre pour gérer les remplacements de matériel et permettra ainsi la cohabitation temporaire des anciennes et nouvelles générations.
Si cette limite vient à être dépassée durablement, il ne devient plus possible de procéder au remplacement des matériels, ce qui conduit inexorablement vers l’étouffement du système d’information.
Le centre de données est une ressource à part entière du Système d’Information, avec ses propres contraintes de temps et de gestion (durée de vie 25 ans), il doit donc être pris en compte dans le cadre des plans à moyens termes du SI (entre 3 et 5 ans).